# Magnezja nad Meandrem

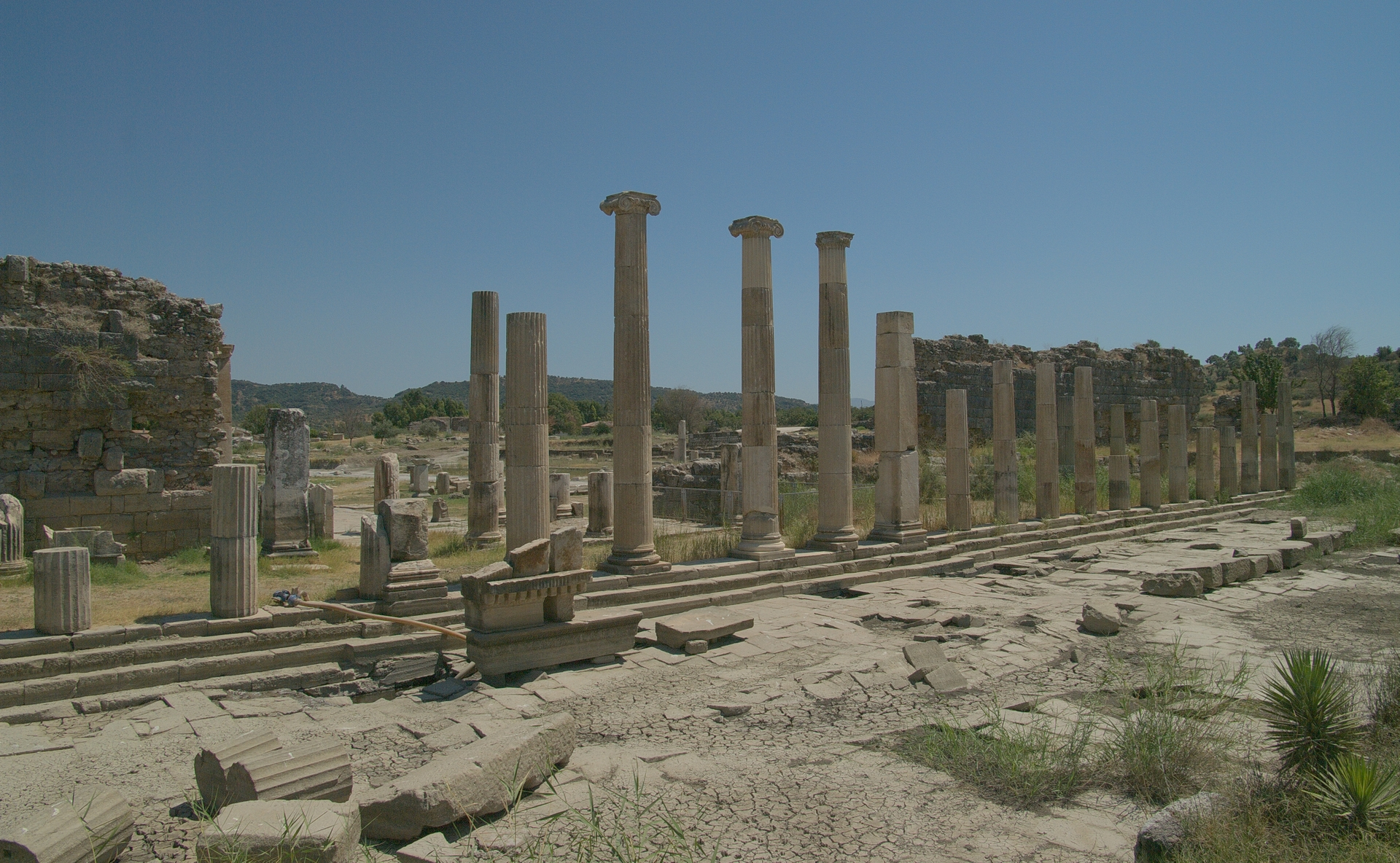
Propyleje w mieście Magnezja nad Meandrem

Magnezja nad Meandrem – starożytne greckie miasto w zachodniej części małoazjatyckiej Jonii (przydatek „nad Meandrem” służył odróżnieniu od Magnezji koło Sipylosu, położonej dalej na północy w Lydii).

## Położenie
Magnezja leżała na zboczu góry Thorax, jakieś 15 mil na wschód od Efezu, nad niewielkim dopływem rzeki Meander. Równina otaczająca miasto była niezwykle żyzna, uprawiano na niej m.in. oliwki, winorośl oraz ogórki.

## Historia
Według tradycji miasto zostało założone przez mieszkańców europejskiej Magnezji – nadbrzeżnej krainy nieopodal Tesalii, do których dołączyli także Kreteńczycy. Magnezja była miastem eolskim, nie należała do Związku Jońskiego, skupiającego polis Jonii. Szybko się rozwijała, jednak ok. 650 roku p.n.e. padła ofiarą najazdu Kimerów, którzy zdobyli i zburzyli miasto. Rok po zniszczeniu została odbudowana przez mieszkańców Miletu lub Efezu. Zdobyta przez króla Gygesa znalazła się w obszarze państwa lidyjskiego, ze stolicą w Sardes, a po jego upadku w imperium perskim. W mieście rezydowali niekiedy satrapowie Lidii. W latach 60. V wieku p.n.e. Artakserkses I oddał władzę nad Magnezją (i kilkoma innymi miastami) Temistoklesowi – greckiemu bohaterowi wojen perskich przebywającemu na wygnaniu. Mieszkańcy miasta wysoko oceniali rządy Temistoklesa i po jego śmierci w 459 p.n.e. urządzili wystawny pogrzeb, oraz upamiętnili zmarłego na agorze.
Podczas wojny Sparty z imperium perskim miasto w latach 400-398 p.n.e. trafiło pod władzę Spartan. Ich wódz, Tybron, osiedlił mieszkańców Magnezji na nowej, pobliskiej lokalizacji na zboczu góry Thorax (lokalizacja znana obecnie z wykopalisk), w miejscu istniejącej wcześniej wsi Leukofryz, w której znajdowała się świątynia Artemidy. Świątynię ufundowano na nowo co pozwoliło Magnezji stać się ważnym ośrodkiem religijnym.
Po przejęciu władzy nad Azją Mniejszą przez Aleksandra Wielkiego w Magnezji ustanowiono jego kult (podobnie jak w kilku innych polis regionu). W czasach hellenistycznych miasto rozkwitało pod władzą Seleukidów. Pod koniec III wieku p.n.e. Magnezja była obiektem ataków ze strony Miletu, który zdołał wtedy częściowo uniezależnić się od hellenistycznych monarchów i prowadził agresywną politykę wobec sąsiadów. Po porażce Seleukidy Antiocha III w wojnie z Rzymem w 188 p.n.e. znalazła się w poszerzonym obszarze Pergamonu – sojusznika Rzymu. Później miasto jest rzadko wymieniane w źródłach (choć wspominają o nim Pliniusz, Tacyt), możliwe, że straciło na znaczeniu. W czasach bizantyńskich było siedzibą biskupa.

## Budowle
W Magnezji znajdowała się świątynia Dindymene (jedno z imion Kybele), jednak za czasów Strabona już nie istniała. Grecki geograf wspomina, że najbardziej okazałą budowlą miasta była wtedy świątynia Artemidy (według Witruwiusza zbudowana przez Hermogenesa w porządku jońskim), nie ustępująca wiele słynnemu przybytkowi tej bogini w pobliskim Efezie.